# 42-я отдельная корпусная авиационная эскадрилья
Не следует путать с 42-й отдельной корректировочной авиационной эскадрильей
42-я отдельная корпусная авиационная эскадрилья — воинское подразделение вооружённых СССР в Великой Отечественной войне.

## История
По-видимому, эскадрилья сформирована одновременно с управлением 42-го стрелкового корпуса в феврале-марте 1941 года.
В составе действующей армии с 22.06.1941 по 07.12.1941.
Действовала в Заполярье, очевидно в интересах войск 42-го стрелкового корпуса на кандалакшинском направлении, выполняя транспортные, разведывательные и корректировочные функции. Если к осени 1941 года от эскадрильи что-то оставалось, то после расформирования корпуса действовала в интересах Кандалакшской оперативной группы.
07.12.1941 расформирована. Надо иметь в виду, что в августе-сентябре 1942 года в составе Карельского фронта была сформирована 42-я отдельная корректировочная авиационная эскадрилья, вполне вероятно, что какая-то часть материальной базы и лётчиков была использована для её создания.

## Полное наименование
- 42-я отдельная корпусная авиационная эскадрилья

## Подчинение
- вероятно, если к тому времени сохранила материальную часть

| Дата            | Фронт (округ)               | Армия       | Корпус | Дивизия | Примечания                  |
| --------------- | --------------------------- | ----------- | ------ | ------- | --------------------------- |
| 22.06.1941 года | Ленинградский военный округ | 14-я армия  | -      | -       | с 24.06.1941 Северный фронт |
| 01.07.1941 года | Северный фронт              | 14-я армия  | -      | -       | -                           |
| 10.07.1941 года | Северный фронт              | 14-я армия  | -      | -       | -                           |
| 01.08.1941 года | Северный фронт              | 14-я армия* | -      | -       | -                           |
| 01.09.1941 года | Карельский фронт            | 14-я армия* | -      | -       | -                           |
| 01.10.1941 года | Карельский фронт            | 14-я армия* | -      | -       | -                           |
| 01.11.1941 года | Карельский фронт            | 14-я армия* | -      | -       | -                           |
| 01.12.1941 года | Карельский фронт            | 14-я армия* | -      | -       | -                           |